# Vidéo de skate
 (août 2025).
La mise en forme du texte ne suit pas les recommandations de Wikipédia : il faut le « wikifier ».
Les points d'amélioration suivants sont les cas les plus fréquents. Le détail des points à revoir est peut-être précisé sur la page de discussion.
- Les titres sont pré-formatés par le logiciel. Ils ne sont ni en capitales, ni en gras.
- Le texte ne doit pas être écrit en capitales (les noms de famille non plus), ni en gras, ni en italique, ni en « petit »…
- Le gras n'est utilisé que pour surligner le titre de l'article dans l'introduction, une seule fois.
- L'italique est rarement utilisé : mots en langue étrangère, titres d'œuvres, noms de bateaux, etc.
- Les citations ne sont pas en italique mais en corps de texte normal. Elles sont entourées par des guillemets français : « et ».
- Les listes à puces sont à éviter, des paragraphes rédigés étant largement préférés. Les tableaux sont à réserver à la présentation de données structurées (résultats, etc.).
- Les appels de note de bas de page (petits chiffres en exposant, introduits par l'outil «  Source ») sont à placer entre la fin de phrase et le point final[comme ça].
- Les liens internes (vers d'autres articles de Wikipédia) sont à choisir avec parcimonie. Créez des liens vers des articles approfondissant le sujet. Les termes génériques sans rapport avec le sujet sont à éviter, ainsi que les répétitions de liens vers un même terme.
- Les liens externes sont à placer uniquement dans une section « Liens externes », à la fin de l'article. Ces liens sont à choisir avec parcimonie suivant les règles définies. Si un lien sert de source à l'article, son insertion dans le texte est à faire par les notes de bas de page.
- La présentation des références doit suivre les conventions bibliographiques. Il est recommandé d'utiliser les modèles {{Ouvrage}}, {{Chapitre}}, {{Article}}, {{Lien web}} et/ou {{Bibliographie}}. Le mode d'édition visuel peut mettre en forme automatiquement les références.
- Insérer une infobox (cadre d'informations à droite) n'est pas obligatoire pour parachever la mise en page.

Pour une aide détaillée, merci de consulter Aide:Wikification.
Si vous pensez que ces points ont été résolus, vous pouvez retirer ce bandeau et améliorer la mise en forme d'un autre article.
 (août 2025).

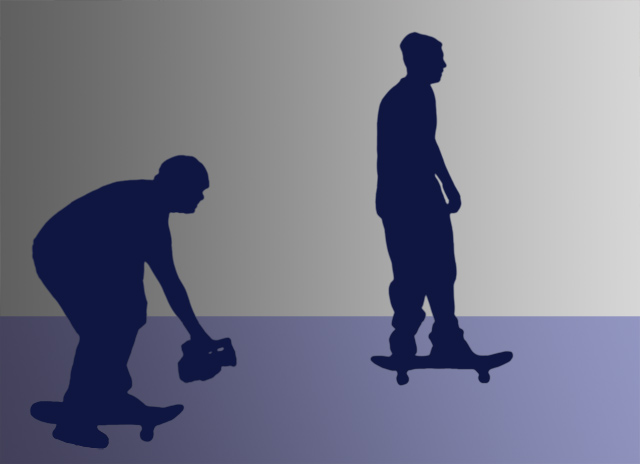
Méthode standard pour filmer une vidéo de skate.

Une vidéo de skate est un film sur le skateboard montrant généralement de nouvelles figures (tricks) et une série de skateurs dans un montage en musique.

## Histoire
Publié en 1965, le court métrage Skaterdater est considéré comme le premier film à représenter le skateboard et donc la première vidéo de skate. En 2015, The Berrics a milité pour que le film soit admis au National Film Registry . Cependant, la compagnie Powell Peralta est souvent considérée comme la créatrice des premières vidéos de skate à proprement parler, qui ne faisaient partie ni d'un film de fiction ni d'un documentaire. Ils prévoyaient que leur première vidéo, The Bones Brigade Video Show (1984) ne se vendrait qu'à seulement 300 exemplaires en VHS, mais elle s'est finalement vendue à 30 000 exemplaires.
Depuis l'invention du genre vidéo de skate dans les années 1980 jusqu'au début des années 2000, les vidéos de skate étaient diffusées sur cassettes VHS, vendues principalement dans les skate shops. Au début des années 2000, les vidéos de skate ont été transférées sur DVD, comme le reste du marché audio-visuel. L'avènement des réseaux sociaux et des nouveaux outils numérique comme Instagram et YouTube a remis en cause les traditions des vidéo de skate, privilégiant les clips courts et non plus les vidéos complètes et plus longues. Les conventions et les styles des vidéos de skate continuent d'évoluer et de se redéfinir parallèlement au skateboard,.

### Producteurs
Il existe une grande variété de vidéos de skate qui sont produites, depuis des cinéastes indépendants jusqu'à celles commandées par des entreprises de skateboard qui utilisent la vidéo pour promouvoir la marque. De plus, de petits skateshops, les magazines, des sites Web, des collectifs et des skateurs indépendants réalisent des vidéos de skate par amour du skateboard ; ainsi que du matériel promotionnel,.
411 Video Magazine était un journal vidéo bimensuel populaire publié des années 1990 aux années 2000.
Le réalisateur Spike Jonze a tourné plusieurs vidéos de skate, notamment Video Days (1991) de Blind et Yeah Right! de Girl et Chocolate.
Tout au long de la fin des années 2010 et jusqu'aux années 2020, le cinéaste William Strobeck a développé un style de production de vidéos de skate qui va à l'encontre des conventions traditionnelles de la vidéo de skate telles que l'utilisation d'objectifs fisheye et de parties à la suite, en faveur d'une approche plus expérimentale,.
De nombreux skateurs amateurs tiennent les vidéos de skate professionnelles en haute estime et les considèrent comme des représentations authentiques du skateboard, et tentent de créer leurs propres vidéos. Les vidéos de skateboard amateurs et professionnels sont souvent partagées via les médias sociaux.

## Contenu et style
Dans la plupart des vidéos de skate, les skateurs montrent leurs compétences dans des sections appelées "parts", mais d'autres formats et techniques, tels que les montages, sont utilisés, et de nouvelles figures sont souvent montrées. Il est courant d'avoir le meilleur trick comme trick final dans les parts, que l'on appelle l'ender.
La plupart des vidéos présentent des « sections slam » de figures qui se terminent par un échec et des chutes spectaculaires où le skateur est blessé,. Elles sont macabres mais populaires car elles rappellent que le skateboard est un sport dangereux. Une autre caractéristique commune est les sections couvrant les skateurs hors de la planche, couvrant leurs personnalités.
Bien que les vidéos de skate varient en termes d'esthétique et de contenu, elles présentent plusieurs points communs. Elles durent généralement entre une demi-heure et une heure, présentent des skateurs effectuant des figures en milieu urbain (street) et les segments font généralement la longueur d'une chanson. En fin de compte, les producteurs s'efforcent de promouvoir leur propre style de skate, grâce au montage et à la production.
L'une des caméras les plus couramment utilisées pour filmer des vidéos de skate à la fin des années 90 et au début des années 2000 était la Sony DCR-VX1000, qui est encore utilisée aujourd'hui par certains cinéastes,. Souvent, les vidéos sont tournées à l'aide d'un objectif fisheye. Les vidéos de skate sont également remarquables pour présenter des bandes sonores de musique punk rock, rock alternatif ou hip-hop .

## Vidéos de skate remarquables

### Années 1980
- The Bones Brigade Video Show (Powell Peralta, 1984)
- Skatevisions (Vision Street Wear, 1984)
- Future Primitive (Powell Peralta, 1985)
- Wheels of Fire (Santa Cruz, 1987)
- The Search for Animal Chin (Powell Peralta, 1987)[17]
- Sick Boys (Mack Dawg, 1988)[18]
- H-Street - Ne m'enchaîne pas (H-Street, 1988)
- Speed Freaks (Santa Cruz, 1989)
- Streets on Fire (Santa Cruz, 1989)

### Années 1990
- Video Days (Blind, 1991)
- Memory Screen (Alien Workshop, 1991)
- Love Child (World Industries, 1992)
- Questionable (Plan B B1992)
- Mouse (Girl, 1996)
- Welcome to Hell (Toy Machine, 1996)
- Fulfill the Dream (Shortys, 1998)

### Années 2000
- Menikmati (éS, 2000)
- Photosynthesis (Alien Workshop, 2000)
- Dying to Live (Zéro, 2002)
- Sorry (Flip, 2002)
- PJ Ladd's Wonderful, Horrible, Life (Coliseum Skate Shop, 2002)
- The DC Video (DC, 2003)
- Yeah Right! (Girl, 2003)
- This Is Skateboarding (Emerica, 2003)
- Getting Nowhere Faster (Element, 2004)
- Baker 3 (Baker Skateboards, 2005)
- Cheese & Crackers (Almost, 2006)

### Années 2010
- Skateboarding Is Forever (DC, 2010)
- Propeller (Vans, 2015)

## Lectures complémentaires
- Duncan McDuie-Ra, Skateboard Video: Archiving the City from Below, Springer Nature Singapore, 2021 (ISBN 978-981-16-5698-9)